# Obonjan
Koordinati:   43°41′07″N, 15°47′06″E
Obonjan je manjši občasno naseljen otoček v srednji Dalmaciji (Hrvaška).
Obonjan leži okoli 3,5 km zahodno od Zlarina pred vstopom skozi Šibeniška vrta v Šibeniški kanal. Površina otočka, na katerem stoji svetilnik, meri 0,55 km², dolžina obalnega pasu je 3,79 km. Najvišji vrh je visok 56 mnm. Na vzhodni obali otočka, kjer se nahaja mladinski kamp je tudi manjši pomol. Globina morja ob pomolu je 2,5 m.
Iz pomorske karte je razvidno, da svetilnik, ki stoji na pomolu oddaja svetlobni signal: R Bl(3) 7s. Nazivni domet svetilnika je 4 milje.